# Simtokha Dzong
A Simtokha Dzong egy úgynevezett dzong erődítmény Timpuban, Bhután fővárosában. Ez az épület látható a bhutáni valuta, a ngultrum 2006-os sorozatának 1 ngultrumos bankjegyének hátoldalán.

## Nevének eredete
A dzong tag az épület típusára utal. A Simtokha szó szerint annyit tesz, hogy "egy démon gyomrának tetején", a simmo női démont, a do követ vagy gyomrot jelent, a kha pedig az -on,-ön viszonyt fejezi ki. Ehhez kapcsolódik az a legenda, amely szerint azért építették, hogy legyőzzenek egy gonosz szellemet, akinek lelke egy sziklába van zárva, és rendszeresen zaklatja az arra járó utazókat.

## Fekvése
Ahogyan minden dzongot, úgy ezt is stratégiai szempontból fontos helyre építették, egy magas hegygerincre, hogy jól belátható legyen a főváros teljes völgye.

## Története
A Simtokha Dzongot tekintik az ország legrégebbi dzongjának, pedig már 1153-ban léteztek ilyen erődök, de a korábbiak más funkciókat láttak el, és egyik sem maradt fenn teljes épségben.
Az államalapítónak tekintett Shabdrung Ngawang Namgyal építtette az egyik legtöbb dzongot Bhutánban abból a megfontolásból, hogy hatalmát megszilárdítsa és mind a külső, mind a belső ellenségeitől megvédje magát. Ez az erőd volt közülük az első, 1629-ben épült.
Építése alatt megtámadta egy tibetiekből és öt Shabdrung-ellenes lámából álló szövetség. A támadást leverték, a szervezkedés vezetőjét, Palden Lamát megölték. 1630-ban újabb tibeti támadás érte, ezúttal a támadóknak sikerült átvenni az irányítást. A Shabdrung-oldal akkor szerezte csak vissza, amikor a főépület kigyulladt és a tető ráomlott a betolakodókra.

## Az épület
Csupán 90 négyzetméter alapterületű. Egyetlen kapuja déli oldalán található, habár eredetileg a nyugati oldalán keresztül lehetett bejutni. Az erőd jellegzetessége, hogy központi tornyának, az Utsének tizenkét oldala van. A háromszintes utsén kívül több mint 300 faragvány van szentekről és filozófusokról. További érdekesség, hogy megtalálható benne két jelentős bhutáni történelmi személy egykori hálószobája: Shabdrung Ngawang Namgyalé, Bhután etnikai egyesítőjévé, és Jigme Namgyalé, az első bhutáni király apjáé. Számos szobor és festmény található benne Buddháról, különböző istenekről és vallási személyekről.